# Distretto di Lwówek Śląski
Il distretto di Lwówek Śląski (in polacco powiat lwówecki) è un distretto polacco appartenente al voivodato della Bassa Slesia.

## Geografia antropica

### Suddivisioni amministrative
Il distretto comprende 5 comuni.
- Comuni urbano-rurali: Gryfów Śląski, Lubomierz, Lwówek Śląski, Mirsk, Wleń